# Вандала (язык)
Вандала (также мандара; Malgwa, Mandara, Mandara Montagnard, Mura, Ndara) — афразийский язык, распространённый на севере и северо-западе Камеруна рядом с нигерийской границей, в районе Майо-Сава Крайнесеверного региона, а также в районах местного управления Бама, Гвоза, Дамбоа, Кондуга штата Борно в Нигерии.
В языке вандала выделяется множество диалектов: вандала (мандара), гамаргу (гамергу, малгва, малго), гвандже, джампалам, зиогба, камбурвама, кирава, мазагва, масфейма, мура (дуве, кирди-мора, мора-бруссе, мора-массиф). Носители языка вандала также говорят на языках фула и французском (в Камеруне), на языках хауса и английском в Нигерии.